# Kanton Périgueux-2
 Périgueux-2 is een kanton van het Franse departement Dordogne. Het kanton maakt deel uit van het arrondissement  Périgueux.  

Het telt 14.363 inwoners in 2018.

Het kanton werd gevormd ingevolge het decreet van 24  februari 2014 met uitwerking op 22 maart 2015.

## Gemeenten
Het kanton Périgueux-2  omvat enkel een deel (zuid- en oostzijde) van de gemeente: Périgueux